# Dayaris Mestre
Dayaris Rosa Mestre Álvarez (Sancti Spíritus, 20 de noviembre de 1986) es una deportista cubana que compite en judo.
Ganó dos medallas en los Juegos Panamericanos, en los años 2011 y 2015, y ocho medallas en el Campeonato Panamericano de Judo entre los años 2006 y 2016.

## Palmarés internacional
| Juegos Panamericanos    | Juegos Panamericanos       | Juegos Panamericanos | Juegos Panamericanos |
| Año                     | Lugar                      | Medalla              | Categoría            |
| ----------------------- | -------------------------- | -------------------- | -------------------- |
| 2011                    | Guadalajara (México)       | Medalla de plata     | –48 kg               |
| 2015                    | Toronto (Canadá)           | Medalla de oro       | –48 kg               |
| Campeonato Panamericano |                            |                      |                      |
| Año                     | Lugar                      | Medalla              | Categoría            |
| 2006                    | Buenos Aires (Argentina)   | Medalla de bronce    | –44 kg               |
| 2010                    | San Salvador (El Salvador) | Medalla de plata     | –48 kg               |
| 2011                    | Guadalajara (México)       | Medalla de plata     | –48 kg               |
| 2012                    | Montreal (Canadá)          | Medalla de oro       | –48 kg               |
| 2013                    | San José (Costa Rica)      | Medalla de plata     | –48 kg               |
| 2014                    | Guayaquil (Ecuador)        | Medalla de oro       | –44 kg               |
| 2015                    | Edmonton (Canadá)          | Medalla de bronce    | –48 kg               |
| 2016                    | La Habana (Cuba)           | Medalla de bronce    | –48 kg               |